# オルフェ (1950年の映画)
『オルフェ』（Orphée）は、1950年のフランス映画。ギリシア神話のオルフェウス伝説を、1950年当時のパリに置き換えて映画化したもの。ジャン・コクトー監督の作品で、出演はジャン・マレーなど。コクトーは本作の中に、基本となる3つのテーマを込めている。当初は、ジャン＝ピエール・オーモンとマリア・モンテスが出演する予定だったという。本作の続編に、コクトーの遺作となる『オルフェの遺言 私に何故と問い給うな』がある。

## キャスト
| 役名                   | 俳優                 | 日本語吹替   | 日本語吹替 | 日本語吹替 |
| 役名                   | 俳優                 | フジテレビ版 | TBS版1     | TBS版2     |
| ---------------------- | -------------------- | ------------ | ---------- | ---------- |
| オルフェ               | ジャン・マレー       | 水島弘       | 日下武史   | 津嘉山正種 |
| ウルトビーズ（運転手） | フランソワ・ペリエ   | 嶋俊介       |            | 塚田正昭   |
| 王女                   | マリア・カザレス     | 湯浅智津子   |            | 北村昌子   |
| ユリティス             | マリー・デア         | 高田美恵子   |            | 梨羽雪子   |
| セジェスト             | エドゥアール・デルミ | 肝付兼太     |            | 古谷徹     |
| アグラオーニス         | ジュリエット・グレコ |              |            | 榊原良子   |
| 警部                   | アンリ・クレミュー   |              |            | 藤本譲     |
| 新聞記者               | ロジェ・ブラン       |              |            |            |
| ナレーション           |                      |              |            | 岡部政明   |

- フジテレビ版：初回放送1961年2月27日『テレビ名画座』
- TBS版1：初回放送1974年7月6日 14:30-16:00
- TBS版2：初回放送1983年5月27日 23:40-25:25『金曜ロードショー』
その他声の出演：屋良有作、小野喜久男